# Telebasis carvalhoi
Telebasis carvalhoi là một loài chuồn chuồn kim trong họ Coenagrionidae.
Telebasis carvalhoi được miêu tả khoa học năm 2009 bởi Garrison.